# Valerian Trifa
Valerian Trifa (28 juin 1914 - 28 janvier 1987) était un prêtre orthodoxe roumain d'extrême-droite, ancien militant politique fasciste, qui a été archevêque de l'Église orthodoxe roumaine aux États-Unis et au Canada. Pendant une partie de sa vie, il a été naturalisé citoyen des États-Unis jusqu'à ce qu'il soit déchu de sa citoyenneté américaine. Il avait été l'un des meneurs de la Garde de fer, organisation fasciste roumaine connue également sous le nom de Mouvement des légionnaires, et il avait joué un rôle actif dans le coup d'État de la Légion et pogrom de Bucarest début 1941.

## Biographie

### Jeunesse et militantisme
Né à Câmpeni, Transylvanie (en Autriche-Hongrie à l'époque), il était le fils du professeur d'école Dionisie Trifa, et le neveu de Iosif Trifa, prêtre orthodoxe fondateur d'une faction intégriste et antisémite nommée Oastea Domnului (« Armée du Seigneur »). Il étudie à l'école de son village natal, puis au gymnase Horia de Câmpeni et au lycée Gheorghe Lazăr de Sibiu, dont il sort bachelier en 1931. Entre 1931 et 1935, il étudie la théologie à l'université de Chișinău, où il obtient son diplôme cum laude. Il a ensuite étudié la philosophie à l'Université de Bucarest et, en 1939, l'histoire et le journalisme à l'Université de Berlin. Le premier emploi de Trifa fut de gérer les éditions de la Oastea Domnului : il publia le magazine éponyme du mouvement, son autre journal Lumina Satelor, et les livres de son oncle Iosif.
En tant qu'étudiant, Trifa a rejoint la Garde de fer et a collaboré au journal Libertatea, basé à Orăştie. En 1940, pendant l'État national-légionnaire (période pendant laquelle la Garde de fer était au pouvoir), il fut élu président de l'Union nationale des étudiants chrétiens roumains, une organisation légionnaire.

### Rébellion des légionnaires et pogroms du Bucarest
Bien qu'hostile au nouveau chef de la Garde, Horia Sima, il s'implique dans la confrontation de janvier 1941 entre les légionnaires de Sima et Ion Antonescu. Au début de 1941, le conflit pour le pouvoir se transforma en une rébellion échouée dirigée par la Garde de fer et en un pogrom contre la population juive à Bucarest. Connu sous le nom de rébellion de légionnaires, l'événement était en partie motivé par l'assassinat du major Döring, résident du Troisième Reich allemand et chef local de l'Abwehr, qui fut probablement accompli avec l'aide du service de renseignement britannique. Dans ce contexte, Trifa a publié plusieurs déclarations qui ont contribué à inciter les émeutes,,. Il était connu pour ses propos antisémites et incluaient des arguments tels que « un groupe de Juifs et d’amoureux des Juifs dirige tout en Roumanie et dans le monde ». Dans l'un de ses manifestes, Trifa accusait les Juifs en général de l'assassinat de Döring, tout en nommant deux hommes politiques associés à Antonescu (Eugen Cristescu (en) et l'ancien sous-secrétaire à l'Intérieur Alexandru Rioşanu), qui, selon Trifa, étaient des protecteurs des Juifs (en fait, les antisémites roumains parvenus au pouvoir rechignaient à livrer les juifs roumains au Troisième Reich, non pour les sauver, mais pour pouvoir mettre en place leur propre Shoah en toute autonomie).

### Internement et vie en exil
Après la répression des légionnaires rebelles par Antonescu, Trifa s'est réfugié dans le Reich, où il a été interné dans les camps de Sachsenhausen, Buchenwald et Dachau. Les autorités roumaines l'ont jugé par contumace aux côtés d'autres dirigeants de la Garde de fer et l'ont condamné aux travaux forcés à perpétuité. Au début de 1943, pendant son séjour à Buchenwald, Trifa figurait parmi les légionnaires qui acceptèrent de désavouer la politique de Sima (ce groupe comprenait également Vasile Iasinschi, Ilie Gârneaţă (en), Constantin Popovici, Dumitru Grozea et Corneliu Georgescu). Selon l'historien Radu Ioanid, cette décision aurait été prise par les autorités allemandes, qui espéraient obtenir un rapprochement entre Ion Antonescu et ce qui restait de la Garde de fer. Ioanid, qui a décrit l'internement des légionnaires comme un "régime supportable" par rapport à celui d'autres prisonniers dans les mêmes camps, a indiqué qu'ils avaient été visités par de hauts responsables nazis qui les avaient avertis de ne pas se livrer à des activités politiques. Dans un article de juin 2007, l'hebdomadaire italien L'Espresso a défini Trifa comme "un invité en Allemagne, protégé par les nazis".
Après sa libération, Trifa a été brièvement secrétaire de l'évêque métropolitain Visarion Puiu (en) à Vienne, puis à Paris (le régime de Vichy ayant de bonnes relations avec l'Allemagne et la Roumanie). Après la fin de la Seconde Guerre mondiale, Trifa enseigne l'histoire ancienne en Italie, dans un collège catholique romain. Le 17 juillet 1950, il s'installe aux États-Unis en invoquant la loi sur l'immigration des personnes déplacées. Selon L'Espresso, cela a été rendu possible par l'intervention d'un prélat de haut rang.
Il est ensuite chroniqueur pour le journal de langue roumaine Solia à Cleveland, en Ohio. Lui et sa congrégation prennent le contrôle de la résidence de l'Église orthodoxe roumaine de cette ville, alors subordonnée au régime communiste de Roumanie (son homologue en France, Théophile Ionescu, avait procédé de même avec l'Église orthodoxe roumaine de Paris). Lors du congrès de l'Église orthodoxe roumaine d'Occident, dissidente de celle de Bucarest, qui s'est tenu à Chicago le 2 juillet 1951, Trifa est nommé évêque puis transféré à Grass Lake, dans le Michigan, où se trouve le siège de l'épiscopat orthodoxe roumain hors-frontières. 
En 1955, il fit la prière d'ouverture devant le Sénat des États-Unis et devint membre du conseil d'administration du Conseil national des églises. Quinze ans plus tard, il devint archevêque.

### Enquête du ministère de la Justice
À partir de 1957, Charles Kremer, dentiste et militant de la communauté juive né en Roumanie, commence la collecte de preuves permettant que Trifa soit démasqué et jugé pour crimes de guerre par le système judiciaire américain. Avec le temps, Kremer réussit à attirer l'attention sur sa cause : selon Time, le dossier de Trifa a été rouvert "en grande partie grâce à ses efforts".
Le ministère de la Justice des États-Unis a entamé des poursuites contre Trifa en 1975, son argument principal étant qu'il était entré aux États-Unis sous de faux motifs, dissimulant son appartenance à la Garde de fer.
Les autorités américaines ont également signalé que Trifa avait mentionné son internement dans des camps nazis comme opposant aurégime d'Antonescu, mais n'avait pas précisé à quel titre, ni qu'il avait bénéficié d'un traitement préférentiel. En octobre 1976, un groupe de membres de l'organisation Concerned Jewish Youth s'empare du siège du bâtiment du Conseil national des églises américaines, pour protester contre le refus de cette organisation d'évincer Trifa.
L'archevêque est finalement évincé du corps de l'église en novembre, après que le Conseil eut déclaré qu'en ce qui concerne les atrocités nazies, "nous ne pouvons permettre aucun doute quant à une répudiation complète".
Après s'être focalisé sur son rôle dans la rébellion de 1941 contre Antonescu, Trifa a nié son implication dans les violences et le pogrom alors qu'il était confronté à des preuves (envoyées par le gouvernement roumain), notamment une photo de lui en uniforme de la Garde de fer et des textes de son avocat de l'époque. Il a affirmé ne pas avoir honte de son passé, ne pas avoir eu d'autre choix et avoir fait ce qu'il pensait être le mieux pour le peuple roumain, et a attribué à d'autres personnes la qualité d'auteur de ses discours incendiaires de 1941. Il a néanmoins admis avoir menti par omission aux autorités américaines lors de son entrée aux États-Unis.
Une preuve supplémentaire contre Trifa consistait en une carte postale adressée au dirigeant nazi Heinrich Himmler et signée "Viorel Trifa". Trifa a nié l'avoir jamais écrite, mais grâce à des techniques d'imagerie, des scientifiques américains ont réussi à récupérer une empreinte digitale latente identifiée comme lui appartenant.
Le procureur israélien Gideon Hausner a fait pression pour obtenir l'extradition de Valerian Trifa afin qu'Israël puisse le juger pour crimes contre l'humanité. Le chasseur de nazis Zev Golan (en) a joué un rôle déterminant dans la coordination entre le Centre Simon-Wiesenthal et la police israélienne, mais le gouvernement israélien n'a jamais fait de demande d'extradition officielle ni émis de mandat d'arrêt. Une offre d'extradition avait été faite en avril 1983 par le Bureau des enquêtes spéciales du ministère de la Justice des États-Unis, dirigé par Neal Sher, mais avait été rejetée par le gouvernement israélien. Lorsque la nouvelle de ce refus a été divulguée à la presse israélienne, une polémique a été déclenchée entre les dirigeants de Hausner et de Menahem Begin, mais ce dernier a choisi de ne pas revenir sur sa décision antérieure. Selon le New York Times, la position aurait peut-être laissé entendre que "les Israéliens ne pensaient pas pouvoir rassembler suffisamment de preuves pour un procès pour crimes de guerre contre Trifa". Parallèlement, Charles Kremer a exprimé son mécontentement face à la décision d'Israël.
À l'époque, les premières condamnations de Trifa ont provoqué un autre scandale. En mai 1979, Noël Bernard (journaliste juif roumain, directeur de la section roumaine de Radio Free Europe) envoie son collaborateur Liviu Floda (en) interroger Trifa, officiellement sur les activités de son église. Mais ce qui devait être une collecte d'informations, sinon d'aveux, tourne au fiasco, car la nouvelle de l'interview suscite des réactions virulentes aux États-Unis et donne lieu à une audition d'un sous-comité de la Commission des relations internationales de la Chambre des États-Unis.

### Renonciation à la citoyenneté américaine et refuge au Portugal
En 1980, Trifa doit renoncer à sa citoyenneté américaine. En 1982, il a quitté les États-Unis pour éviter l'expulsion en raison de l'enquête en cours. Auparavant, il avait accepté d'être présenté devant un juge de l'immigration à Detroit, expliquant que le procès était une contrainte financière pour sa congrégation.
Néanmoins, ses adversaires considéraient l'action de Trifa comme un aveu de culpabilité, tant au regard de l'accusation technique que des accusations de crimes de guerre. Selon le Time, bien que l'équipe de la défense de Trifa ait rejeté ces accusations, elle n'a pas nié les déclarations fascistes et antisémites de Trifa, y compris les déclarations de 1941, ajoutant seulement qu'elles ne rendaient pas leur client responsable du pogrom. Ils ont également tenté de minimiser sa responsabilité en prétendant que Trifa a été forcé de choisir entre le camp pro-soviétique et le camp pro-nazi, et en affirmant que l'antisémitisme était à l'époque généralisé en Europe.
Après avoir passé deux ans à chercher un pays pour lui donner refuge, Trifa s’installa à Estoril, au Portugal, en 1982. Dans une interview qu'il a donnée peu de temps avant de quitter les États-Unis, Trifa déclare "vivre un moment historique où les Juifs veulent faire revivre l'Holocauste, mais que cela va se retourner contre eux en ravivant l'antisémitisme". À l'automne 1984, les autorités portugaises déclarent Trifa indésirable du fait qu'il n'avait pas révélé ses sympathies fascistes lorsqu'il avait demandé et obtenu un visa temporaire. Selon Reuters, des responsables portugais ont indiqué qu'"il était contraire aux intérêts du Portugal que l'archevêque Trifa vive ici et qu'il doit partir le plus tôt possible". Au départ, ils ont laissé au prélat trois mois quitter le territoire du pays. Trifa a contesté cette décision auprès de la Cour administrative suprême, qui a différé son expulsion effective de plusieurs années.
Le processus d'expulsion était en cours lorsque Valerian Trifa meurt à l'âge de 72 ans, dans un hôpital de Cascais, des suites d'une crise cardiaque.